# Olszewo (powiat łomżyński)
Olszewo – wieś w Polsce położona w województwie podlaskim, w powiecie łomżyńskim, w gminie Śniadowo.
Dawniej dwie wsie – Olszewo Młode i Olszewo Stare.
Wierni kościoła rzymskokatolickiego należą do parafii Wniebowzięcia Najświętszej Maryi Panny w Śniadowie.

## Historia
Wieś szlachecka położona była w drugiej połowie XVI wieku w powiecie łomżyńskim ziemi łomżyńskiej. W jednej z miejscowości w roku 1899 został odsłonięty jeden z trzech wzniesionych na terenie zaboru rosyjskiego pomnik Mikołaja II. W latach 1921 – 1939 miejscowości leżały w województwie białostockim, w powiecie łomżyńskim, w gminie Śniadowo.
Według Powszechnego Spisu Ludności z 1921 roku zamieszkiwało:
- Olszewo Młode – 55 osób w 8 budynkach mieszkalnych
- Olszewo Stare – 66 osób w 11 budynkach mieszkalnych[10].

Miejscowości należały do parafii rzymskokatolickiej w Śniadowie. Podlegała pod Sąd Grodzki i Okręgowy w Łomży; właściwy urząd pocztowy mieścił się w Śniadowie.
W wyniku napaści ZSRR na Polskę we wrześniu 1939 miejscowość znalazła się pod okupacją sowiecką. Od czerwca 1941 roku pod okupacją niemiecką. Od 22 lipca 1941 do 1945 włączona w skład Landkreis Lomscha, Bezirk Bialystok III Rzeszy. W latach 1975–1998 miejscowość administracyjnie należała do województwa łomżyńskiego.